# Thalessa
Thalessa is een geslacht van weekdieren uit de klasse van de Gastropoda (slakken).

## Soorten
- Thalessa aculeata (Deshayes, 1844)
- Thalessa savignyi (Deshayes, 1844)
- Thalessa tumulosa (Reeve, 1846)
- Thalessa virgata (Dillwyn, 1817)

Niet geaccepteerde naam:
- Thalessa distinguenda, synoniem van Thalessa virgata